# Martin Málek
Martin Málek (ur. 21 sierpnia 1985 w Gottwaldovie) – czeski żużlowiec, występujący również na długim torze i na trawie.

## Życiorys
Dwukrotny medalista młodzieżowych indywidualnych mistrzostw Czech: złoty (2005) oraz srebrny (2006). Czterokrotny medalista mistrzostw Czech par klubowych: złoty (2008), srebrny (2009) oraz dwukrotnie brązowy (2011, 2013). Czterokrotny medalista drużynowych mistrzostw Czech: dwukrotnie złoty (2005, 2006) oraz dwukrotnie brązowy (2007, 2009). Dwukrotny medalista indywidualnych mistrzostw Słowacji: złoty (2013) oraz brązowy (2011).
Wielokrotny reprezentant Czech na arenie międzynarodowej. Finalista drużynowych mistrzostw świata juniorów (Pardubice 2005 – IV miejsce). Dwukrotny finalista indywidualnych mistrzostw Europy (Togliatti 2009 – XVI miejsce, 2012 – XI miejsce). Brązowy medalista klubowego Pucharu Europy (Slaný 2008).
W lidze polskiej reprezentant KSM Krosno (2006, 2008, 2010–2011, 2013–2014) i KMŻ Lublin (2015).